# Barbara Kocan
Barbara Kocan, z d. Zięba (ur. 3 września 1931 w Tarnowie, zm. 12 listopada 2023) – polska siatkarka, brązowa medalistka mistrzostw Europy (1955) i mistrzostw świata (1956) – mistrzyni Polski (1961).

## Kariera sportowa
Była zawodniczką MKS Juvenii Wrocław, od 1949 Gwardii Wrocław i od 1954 Legii Warszawa. Z warszawskim klubem zdobyła mistrzostwo Polski w 1961, a także czterokrotnie wicemistrzostwo Polski (1955, 1956, 1957 i 1963).
W reprezentacji Polski debiutowała 5 sierpnia 1953 w meczu igrzysk studentów i młodzieży z Finlandią. Wystąpiła na akademickich mistrzostwach świata w 1954 (trzecie miejsce), mistrzostwach Europy w 1955 (trzecie miejsce) i mistrzostwach świata w 1956 (trzecie miejsce) Ostatni raz w biało-czerwonych barwach wystąpiła 7 lipca 1959 w towarzyskim spotkaniu z Rumunią. Łącznie w I reprezentacji Polski zagrała w 77 spotkaniach.